# Разу (гора)
Разу (итал. Monte Rasu) — гора в центральной части Сардинии (Италия), пик которой Пунта-Манна-ди-Монте-Разу высотой 1259 м является самой высокой вершиной провинции Сассари.
Гора расположена в коммунах Боттидда и Боно и с её вершины открывается вид на плато Кампеда и долину реки Тирсо.

## Название
Название горы происходит от слова «разу», который на сардинском языке указывает на местность с уплощённым рельефом или с отсутствующей растительностью на её склонах.

## Флора
Склоны Разу покрыты обширными лесами из дуба пушистого (Quercus pubescens), клёна трёхлопастного (Acer monspessulanum), каштана посевного (Castanea sativa) и дуба каменного (Quercus ilex). Один из этих лесов — редколесье Нибберос — считается одним из крупнейших в Италии лесов тиса ягодного (Taxus baccata) и падуба остролистного (Ilex aquifolium). В Нибберосе произрастает большое количество тысячелетних экземпляров.
На вершине горы находится метеорологический центр Агрометеорологической службы Сардинии, оснащённый мощным радаром.

## Галерея

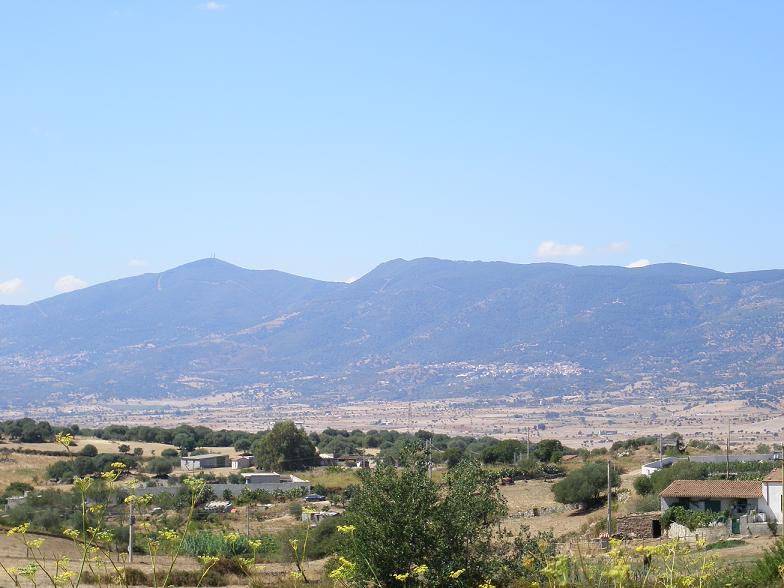
В окрестностях Разу
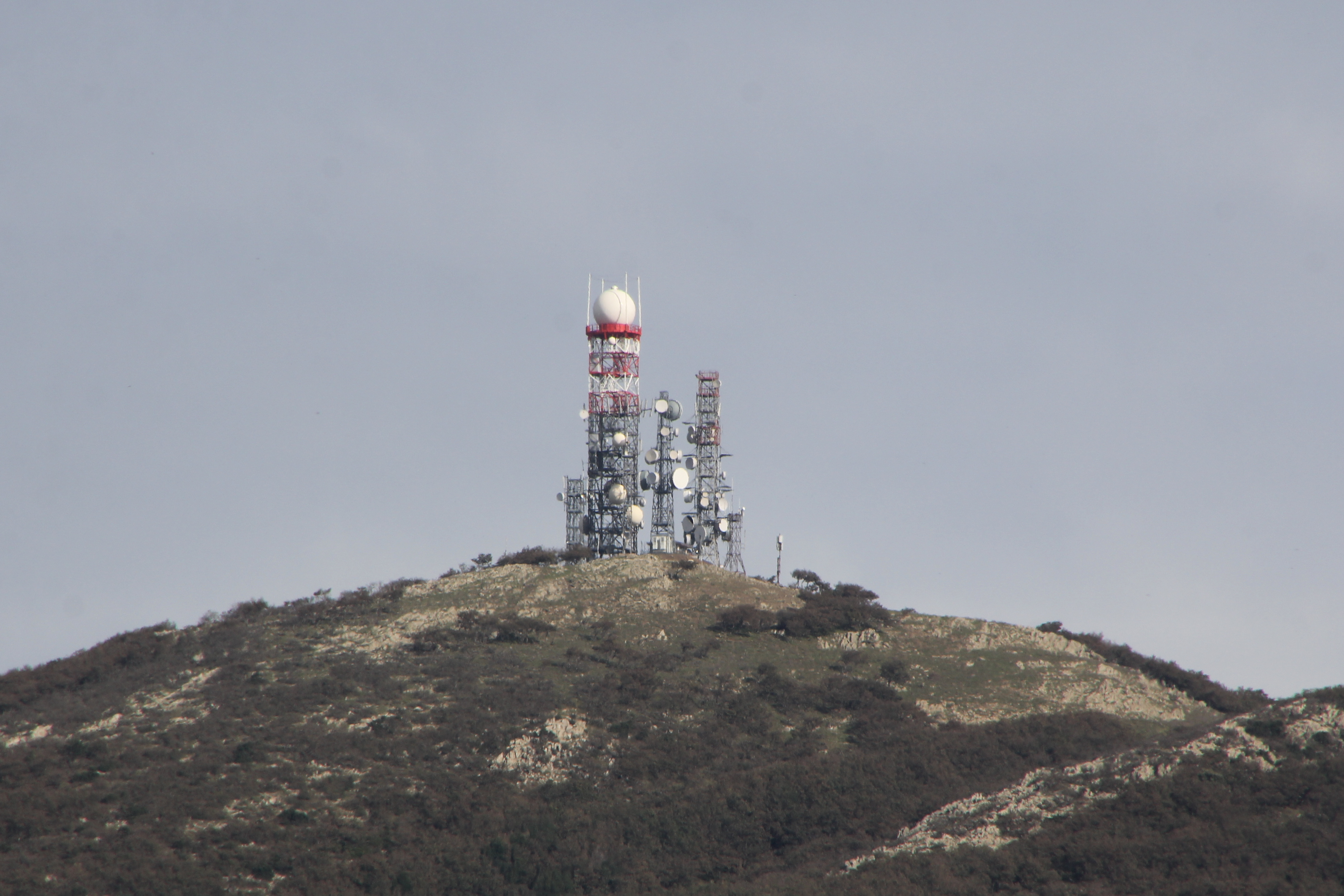
Радар метеорологического центра
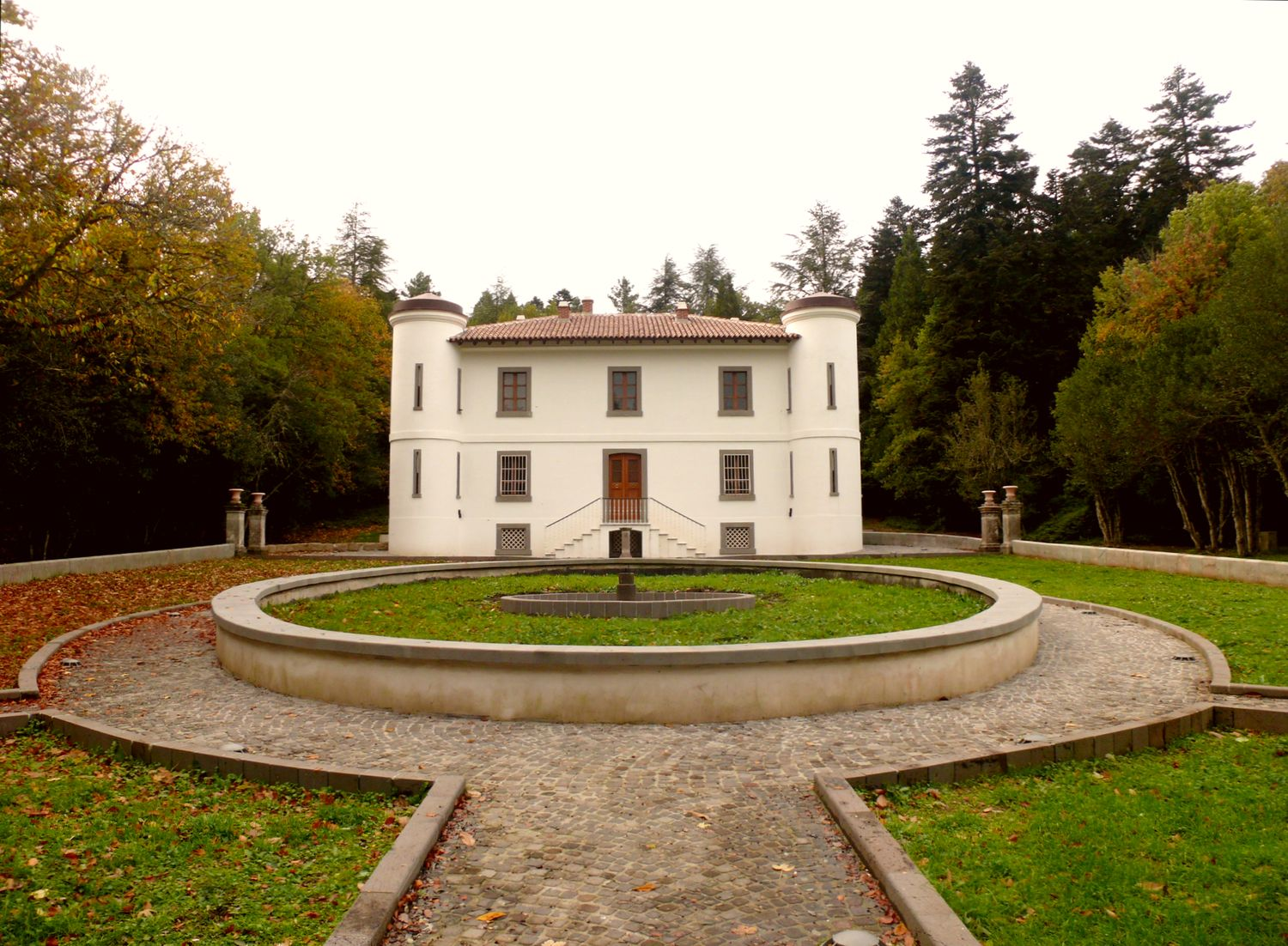
Вилла Пьерси в окрестном лесу